# Fauriea
Fauriea is een geslacht van korstmossen behorend tot de familie Teloschistaceae. De typesoort is Fominiella tenerifensis.

## Geslachten
Volgens Index Fungorum telt het geslacht zeven soorten (peildatum december 2023):
| Soortnaam                | Auteur(s)                                                                           | Publicatiejaar |
| ------------------------ | ----------------------------------------------------------------------------------- | -------------- |
| Fauriea chujaensis       | (S.Y. Kondr., Lőkös & Hur) S.Y. Kondr., Lőkös, Jung Kim, A.S. Kondr., S.O. Oh & Hur | 2016           |
| Fauriea jejuensis        | S.Y. Kondr., Lőkös & Hur                                                            | 2019           |
| Fauriea mandshuriaensis  | (S.Y. Kondr., Lőkös & Hur) S.Y. Kondr. & Yoshik. Yamam.                             | 2020           |
| Fauriea orientochinensis | S.Y. Kondr., Xin Y. Wang & Hur                                                      | 2016           |
| Fauriea tabidella        | (Nyl.) S.Y. Kondr., Lőkös & Hur                                                     | 2019           |
| Fauriea trassii          | (Galanina & S.Y. Kondr.) S.Y. Kondr. & Yoshik. Yamam.                               | 2020           |
| Fauriea yonaguniensis    | S.Y. Kondr., M. Moriguchi & Yoshik. Yamam.                                          | 2019           |